# Тимошкино (Дмитровский городской округ)
Тимошкино — деревня в Дмитровском районе Московской области, в составе сельского поселения Якотское. Население — 20 чел. (2010). До 2006 года Тимошкино входило в состав Слободищевского сельского округа.

## Расположение
Деревня расположена в западной части района, примерно в 16 км к северо-востоку от Дмитрова, на левом берегу реки Шибовки (левый приток Дубны), высота центра над уровнем моря 154 м. Ближайшие населённые пункты — Лифаново на юго-востоке, Ольявидово на северо-востоке и Акулово почти на севере.

## Население
| 2002 | 2006 | 2010 |
| ---- | ---- | ---- |
| 23   | ↘17  | ↗20  |